# アニメDEおめざめ
アニメDEおめざめ（アニメでおめざめ）は、テレビ朝日で放送されていた、関東ローカルのアニメ再放送枠である。
時間帯変更を繰り返し最終的には土曜 4:55 - 5:23で終了となった。

## 時間帯の変遷
このアニメ再放送枠は1989年10月から放送されており、最初は金曜日の午後5時台に放送されていた。
- 1989年10月 - 1993年3月：金曜 17:00 - 17:30
- 1993年4月 - 1994年3月：金曜 16:20 - 16:50
  - 金曜17時台で『ガンダムシリーズ』放送開始に伴う措置。
- 1994年4月 - 1995年3月：日曜 6:00 - 6:30
  - 金曜16時台にテレビ朝日の広報・番宣番組が移動したことに伴う措置。これ以降は放送枠廃止まで週末早朝帯での放送となる。
- 1995年4月 - 9月：土曜 5:30 - 6:00
- 1995年10月 - 再び日曜早朝に移動。
  - 当初は5:55 - 6:25で放送されたが、1997年10月より『ANNニュースフレッシュ』の繰り上げで5:45 - 6:15に変更された。
- 2004年4月より再び土曜日放送に移動し、2006年3月25日放送終了。

2002年以降は『ドラえもん』以外のオープニングテーマの前に約5秒間「アニメDEおめざめ」というテロップが表示される。なお、テロップのバックは季節によって春は緑の葉、夏は花壇、秋から冬までは雪景色の様に変わる。

## 放送休止
- 金曜午後時代は前日の木曜にプロ野球中継（巨人戦以外のカード。主にヤクルト・西武主催）が放送された日はこの時間に木曜 19:00 - 19:30枠のアニメ（朝日放送制作）が振り替え放送となった為、再放送の放送は休止となった[1]。なおこの木曜アニメ枠のプロ野球への差替えはテレビ朝日のみが行い、それ以外のANN系列局はアニメを通常放送した後、19:30 - にプロ野球中継に飛び乗っていた。この措置は同アニメ枠の筆頭スポンサーの日本ガス協会および加盟各社との関係上、プロ野球への差替えが東京ガスの営業エリアであるテレビ朝日のみ認められた為と思われる。
- 土日時代は1995年9月までは毎週放送されていたが日曜時代は『はい!テレビ朝日です』が放送される第1・第3日曜、土曜時代は『朝まで生テレビ!』が放送される月の最終週は放送休止となった。その他にも6月 - 7月にかけてゴルフ中継の為に1か月以上休止となったり、大事件・災害で報道特別番組に差し替えられ放送されない時が何度かあった。

## 備考
- 本時間帯は再放送枠であるが故に第1話から放送しても実際の最終話まで放送せず打ち切りになった作品や第1話ではなく途中の話からスタートした作品、事件や災害を連想するといった事情で途中の話をカットして放送する作品も少なからずあった。
- 2008年春休みの朝日放送『子供アニメ大会』で放送された『ドラえもん』（第2作2期）においてオープニング左下に「アニメDEおめざめ」のテロップが流れた。

## 過去の再放送
金曜午後時代
- つるピカハゲ丸くん
  - 1989年10月6日に未放映回分を放送後、以降は再放送
- 忍者ハットリくん
- オバケのQ太郎
- パーマン
  - 金曜夕方で再放送後、1994年4月3日 5:30 - 6:00に放送して打ち切り

日曜時代（1994年4月 - 1995年3月）
- 忍者ハットリくん
  - 1994年4月3日より再開するも、同年11月20日に1983年3月7日放送分を再放送して打ち切り。エンディング前のおまけコーナーはカット
- 藤子不二雄Aワールド（ウルトラBとビリ犬のコンプレックス）
  - 『ウルトラB』第87話、『ビリ犬』第1話の1988年7月11日放送分からの再放送

土曜時代（1995年4月 - 1995年9月）
- 藤子不二雄ワールド
  - 1995年5月27日に1989年2月27日放送分を再放送して打ち切り。
- オヨネコぶーにゃん

日曜時代（1995年10月 - 2004年3月）
- オヨネコぶーにゃん
- つるピカハゲ丸くん
- 21エモン
- おぼっちゃまくん
- オヨネコぶーにゃん
- パーマン

土曜時代（2004年4月 - 2006年3月）
- パーマン
- エースをねらえ!
- チンプイ
- クレヨンしんちゃん
- 21エモン
  - 2005年5月放送開始、同年12月24日をもって予告なしで終了。
- ドラえもん
  - 2006年1月7日 - 3月25日の本枠終了まで放送、オープニングテーマ・エンディングテーマなし。

など